# 상두놀이
《상두놀이》는 1987년 6월 28일에 MBC TV에서 방영된 베스트셀러극장이다.

## 줄거리
회사원 중섭(이원재)은 아버지(변희봉)의 부음을 받고 고향 집으로 내려간다. 중섭이 아버지의 시신을 보려 하자 가족들은 아버지가 술에 취해 벼랑에서 떨어져 사망했기 때문에 얼굴을 알아볼 수 없다면서 만류한다.
전직 국회의원이었던 아버지는 많은 재산을 일구었고 자식들이 모두 출세하는 등 겉으로 보기엔 성공적인 삶을 사는 것처럼 보였지만, 자식들이 객지로 나가 살면서 바쁘다는 이유로 고향 집에 거의 내려오지도 않고 전화도 거의 하지 않자 외로움에 지친 나머지 반벙어리인 청년 오만(오현섭)과 친구처럼 지내는데...

## 출연
- 변희봉
- 신충식
- 김동주
- 국정환
- 김정하
- 한규희
- 김연자
- 송기윤
- 서갑숙
- 이경호
- 김용선
- 이원재
- 이상숙
- 최병학
- 강대승
- 차윤회
- 김종엽
- 윤문식
- 최성철
- 최항석
- 이상철
- 김종진
- 김충신
- 서권순
- 오현섭
- 정혜승